# Lorenzo Ghiberti
Lorenzo Ghiberti (pravog imena Lorenzo di Cione di Ser Buonaccorso), talijanski kipar, zlatar, graditelj, slikar i pisac (Firenca, 1375. – Firenca, 1. prosinca 1455.). Značajan majstor firentinske brončane plastike u prvoj polovici 15. st., te sinteze gotike i renesanse inspirirane antikom.

## Životopis i djela
Za krstionicu Firenci realističkom modelacijom izveo Sjeverna vrata (28 reljefa s temama iz života Krista i evanđelista). Na vratnicama istočnih vrata (Michelangelo ih je prozvao Porta del Paradiso – Rajska vrata, 1424. – 1452.) mekom modelacijom i harmoničnim rasporedom figura oblikovao 10 velikih reljefa. To je prvo veliko djelo talijanskog kiparstva quattrocenta (rane renesanse) uz koje je povezano ime mladog Ghibertijevog šegrta za kojeg se vjeruje da je uradio i sam nacrt za ova vrata – Donatella.
Za crkve u Firenci i Sieni izveo niz brončanih kipova i reljefa. Slikarska i zlatarska djela nisu mu očuvana.
Kao svestran umjetnik, skupljač antičke mramorne plastike, pisac traktata (Commentarii) o arhitekturi, optici i proporcijama, jedan je od prvih predstavnika univerzalnog čovjeka renesanse.
- Sastanak Solomona i Bat Šebe s Rajskih vrata, bronca, 80 x 80 cm.

## Vanjske poveznice
- Članak katoličke enciklopedije